# Fernando Santana
Fernando dos Reis Sant'Anna CBJM (Irará, 10 de outubro de 1915 - Salvador, 1 de março de 2012), foi um político e engenheiro brasileiro, considerado um dos "comunistas históricos" do país, notabilizando-se pela defesa da propriedade estatal das riquezas do subsolo do país.

## Carreira política
Era filho do Coronel Pompílio de Sant'Anna e de Genésia dos Reis Sant'Anna, foi para a Capital do estado onde formou-se em 1944 no curso de Engenharia da então Escola Politécnica da Bahia.
Já durante a vida acadêmica revelou-se grande orador, participando ao lado de Mario Alves e Manoel Tanajura do Congresso da UNE de 1942, como líder da delegação baiana, realizado em desafio à ditadura do Estado Novo.
Após sua formatura, torna-se engenheiro-chefe do Segundo Distrito da Aeronáutica (Bahia e Sergipe), em 1945, sendo logo depois chamado a trabalhar como assessor direto do educador Anísio Teixeira, no governo de Octávio Mangabeira, como engenheiro-chefe encarregado da "Planificação e Construção de Escolas Públicas".
Logo ingressa na política, elegendo-se deputado federal, até a eclosão da ditadura, em 1964. Após a Anistia retoma a carreira parlamentar, elegendo-se nos pleitos da legislatura federal de 1983-1987 e para a Assembleia Nacional Constituinte, que a seguiu.
Foi, em 1988, um dos mais ativos constituintes, integrando a Comissão da Ordem Econômica da Constituinte, e 2º Presidente da Subcomissão da Política Agrícola e Fundiária e da Reforma Agrária, integrante da então chamada Frente Parlamentar Nacionalista, sendo considerado um dos "deputados nota 10" pelo DIAP, notabilizando-se pela luta em nacionalizar o subsolo e suas riquezas minerais. Ali coordenou a campanha nacional "O Petróleo é Nosso", em defesa da propriedade do subsolo pelo estado brasileiro.
Em 2006 foi condecorado com o  Título de Cidadão Benemérito da Liberdade e da Justiça Social João Mangabeira, que é concedido a brasileiros reconhecidamente dedicados às causas nobres, humanas e sociais que tenham resultado no desenvolvimento político e sócio-econômico do Brasil, melhorando significativamente a vida das pessoas  

Com o fim do bloco soviético, e dissolução do PCB, tornou-se presidente de honra do Partido Popular Socialista.